# Jarrett Schaefer
Jarret Schaefer (Landstuhl, 1979) è un regista e sceneggiatore tedesco.

## Biografia
Nato in una United States Air Force in Germania, Schaefer fu cresciuto negli Stati Uniti e studiò sceneggiatura alla University of Southern California di Los Angeles. Dopo essersi laureato, lavorò come redattore per la rivista Fade In e nel suo tempo libero scrisse sceneggiature e poesie. Nel 2007 scrisse e diresse il suo primo lungometraggio Chapter 27. Il film fu presentato al Sundance Film Festival del 2007 e ricevette una notevole attenzione dalla critica cinematografica. Schaefer vinse il premio per la migliore opera prima al Festival del film di Zurigo per Chapter 27.